# Lovci mamutů
Lovci mamutů je historický román a nejznámější literární dílo Eduarda Štorcha, které bylo pod tímto názvem vydáno poprvé v roce 1918. Je zasazen do starší doby kamenné na území českého státu. Popisuje putování pravěké lovecké tlupy od jejich sídla na břehu řeky Dyje u současných Dolních Věstonic až po Libeň na území dnešního hlavního města Prahy. V díle vystupují skutečné nálezy historických předmětů z doby kamenné, které jsou do děje zakomponovány, čímž spisovatel dosahuje autentičnosti a zároveň čtenáři nabízí možnost vzdělání. Počínaje vydáním z roku 1937 provázejí knihu realistické kresby Zdeňka Buriana (do té doby vydání s ilustracemi Jaroslava Panušky). Za tento román a ostatní svá díla získal autor v roce 1948 literární cenu Boženy Němcové hlavního města Prahy.

## Vydání knihy
První stránky příběhu byly napsány v roce 1907, kdy jej Eduard Štorch vydal jako útlý svazek pod názvem Člověk diluviální. Podstatně rozšířený vyšel v roce 1918 již pod názvem Lovci mamutů. Po dalším rozšíření byla kniha vydána v roce 1937 v nakladatelství Toužimský a Moravec, kdy získala současnou podobu. Dílo obsahuje mnoho zápletek a napínavých dobrodružství ze starší doby kamenné (paleolitické) při putování různými místy Moravy a Čech.

## Shrnutí děje
Kniha pojednává o tlupě lovců mamutů, která na začátku sídlí u řeky Dyje v blízkosti Dolních Věstonic, a proto se nazývá Věstonická tlupa. Na čas se usadí v jeskyni v blízkosti propasti Macocha, dále putuje skrze prostor dnešního Brna k Předmostí u Přerova a odtud pak do prostoru dnešní Prahy na Bílou skálu v Libni (zde se již mluví o libeňských). Příběh pracuje se skutečnými archeologickými nálezy, které jsou zakomponovány do děje. Představuje loveckou společnost v paleolitu (starší doba kamenná, dle knihy před 20 až 30 tisíci lety), která se často stěhuje a každý den bojuje o své přežití. Během putování se spojí se zbytky jiné tlupy, trpí hladem, ale zažívá i doby hojnosti. Ztrácí a znovu získává oheň, volí svého náčelníka, obchoduje s potulnými tlupami a čelí útokům cizích tlup. Hlavní postavou je zhruba desetiletý chlapec Kopčem (kopnutý srnčetem) a jeho kamarád Veverčák, kteří se spolu učí být dobrými lovci. Dále pak statečný lovec Mamutík, který se stane výborným náčelníkem. Na závěr knihy vynalezne Kopčem rozdělávání ohně pomocí luku a dřívek. V celém díle autor popisuje drsné životní podmínky tehdejších lidí, sociální vztahy, úroveň jejich znalostí, obdivuje jejich šikovnost a předkládá důležité momenty vedoucí k rozvoji řeči, sociálního cítění a nových dovedností. V tlupě se nevyskytuje šaman ani léčitel s duchovně zaměřenou funkcí.

## Postavy

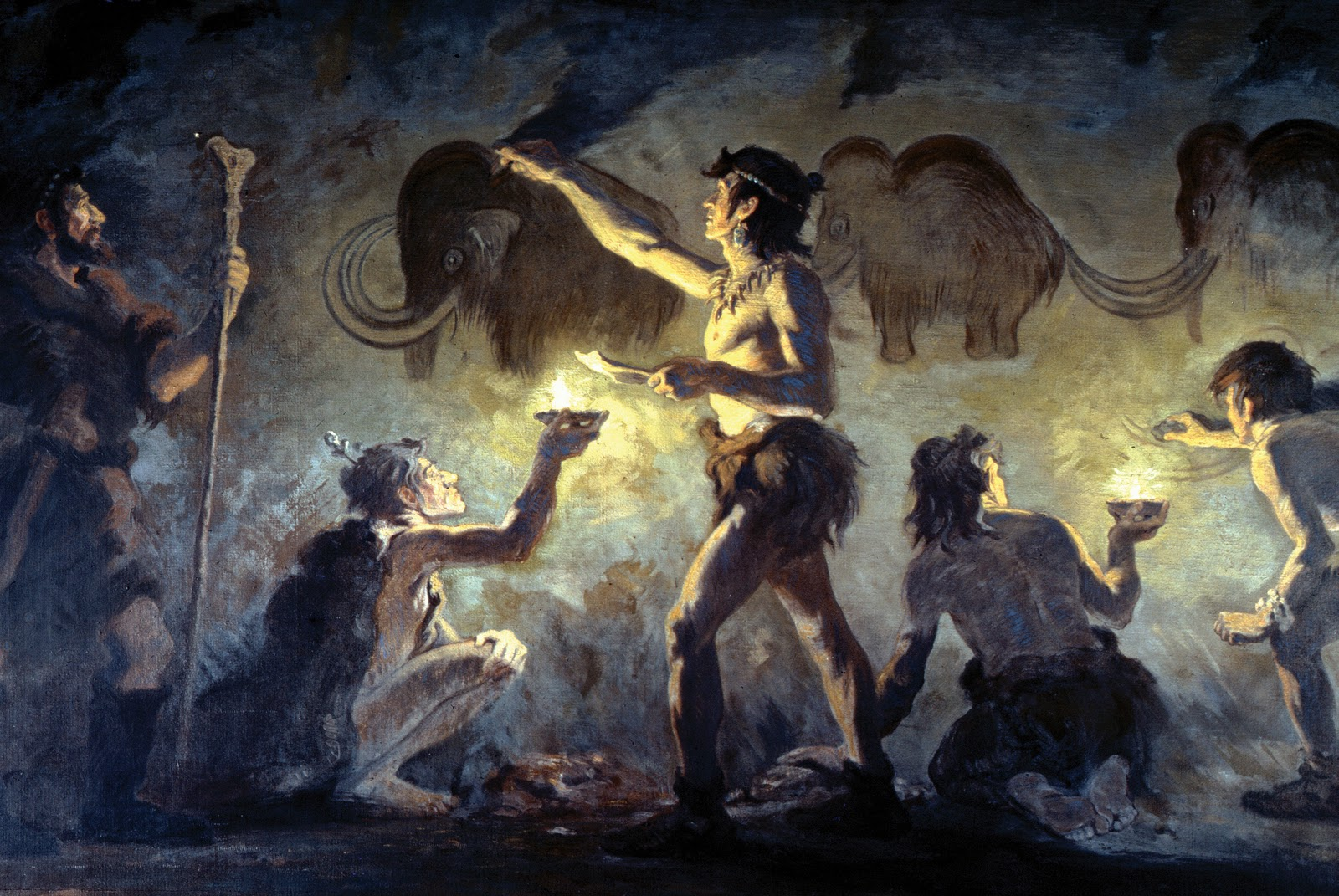

- Kopčem – hlavní hrdina ve věku 12 až 13 let
- Mamutík – dospělý lovec, který se stane díky své statečnosti náčelníkem tlupy
- Veverčák – vrstevník a kamarád Kopčema
- Žabka – vrstevnice Kopčema a Veverčáka
- Kukačka – vrstevnice a kamarádka Žabky
- Houžňák – lovec, který se stane náčelníkem, ale pozbude funkce kvůli své zbabělosti
- Huňáč – starší lovec, výborný stopař
- Rváč – statečný, ale krutý a zlomyslný lovec, který by se rád stal náčelníkem
- Zajíc – jeden z lovců, přítel Huňáče
- Sova – mladý lovec, přítel Kopčema a Veverčáka
- Ognoš – mladý lovec, přítel Kopčema, Sovy a Veverčáka
- Ukmas – jeden ze statečných lovců
- Vlčí dráp – jeden z lovců, přítel Mamutíka
- Ďarga – Žena Mamutíka, kterou dostal od tlupy, se kterou se spojili poté, co se stal jejím náčelníkem
- Džgan – jeden z lovců
- Niana – matka Kopčema, která ovšem zahynula při lovu bizonů v napůl vyschlé Dyji, protože ji zavalil bizon, kterého lovci ulovili
- Nian – pravděpodobný otec Kopčema a manžel Niany. Když zahynula, uloupil kdesi v cizí tlupě Ščektu. Cizí tlupa na ně ale pak při lovu mamutů zaútočila a Nian byl zabit.

## Podrobný obsah
Spíše slabší tlupa lovců mamutů sídlí blízko řeky Dyje při jihovýchodním okraji současné České republiky. Při lovu zubrů je zabita Kopčemova matka Niana. Otec Njan vymodeluje její sošku Věstonické venuše. Během hodování tlupa rozšlape studánku a Mamutík ji obloží kameny. Niana je uložena na ohniště a je na ní navršena hlína, přičemž tlupa přijde málem o oheň, který na poslední chvíli zachrání Kopčem. Členové tlupy vyrábí pálené hliněné figurky na motivy prožitých událostí. Kopčem se neustále aktivně snaží lovit menší zvířata, často za pomoci Veverčáka, protože lovci je nechtějí kvůli jejich nízkému věku brát s sebou na lovecké výpravy. Tlupa nemá už delší dobu náčelníka a tato funkce je nabídnuta při rokování tlupy Njanovi, který však oznámí, že nejprve musí získat novou ženu. Uloupí cizí tlupě ženu Ščektu a přitom narazí na mamuty. Tlupa se vypraví na lov, který je však překažen cizí tlupou, ze které pochází Ščekta a která mamutí stádo pronásleduje. Věstonická tlupa se obrátí na chaotický útěk, přičemž se oddělí od zbytků tlupy, které zůstaly v táboře (včetně Njana). Cizí tlupa obsadí tábořiště, zbytky věstonické tlupy pobije a pronásleduje unikající část. Při zběsilém úprku odhodí Škuta uplakané děvčátko, které nalezne a přijme cizí tlupa. Nepřátelský oddíl se vzdá pronásledování.

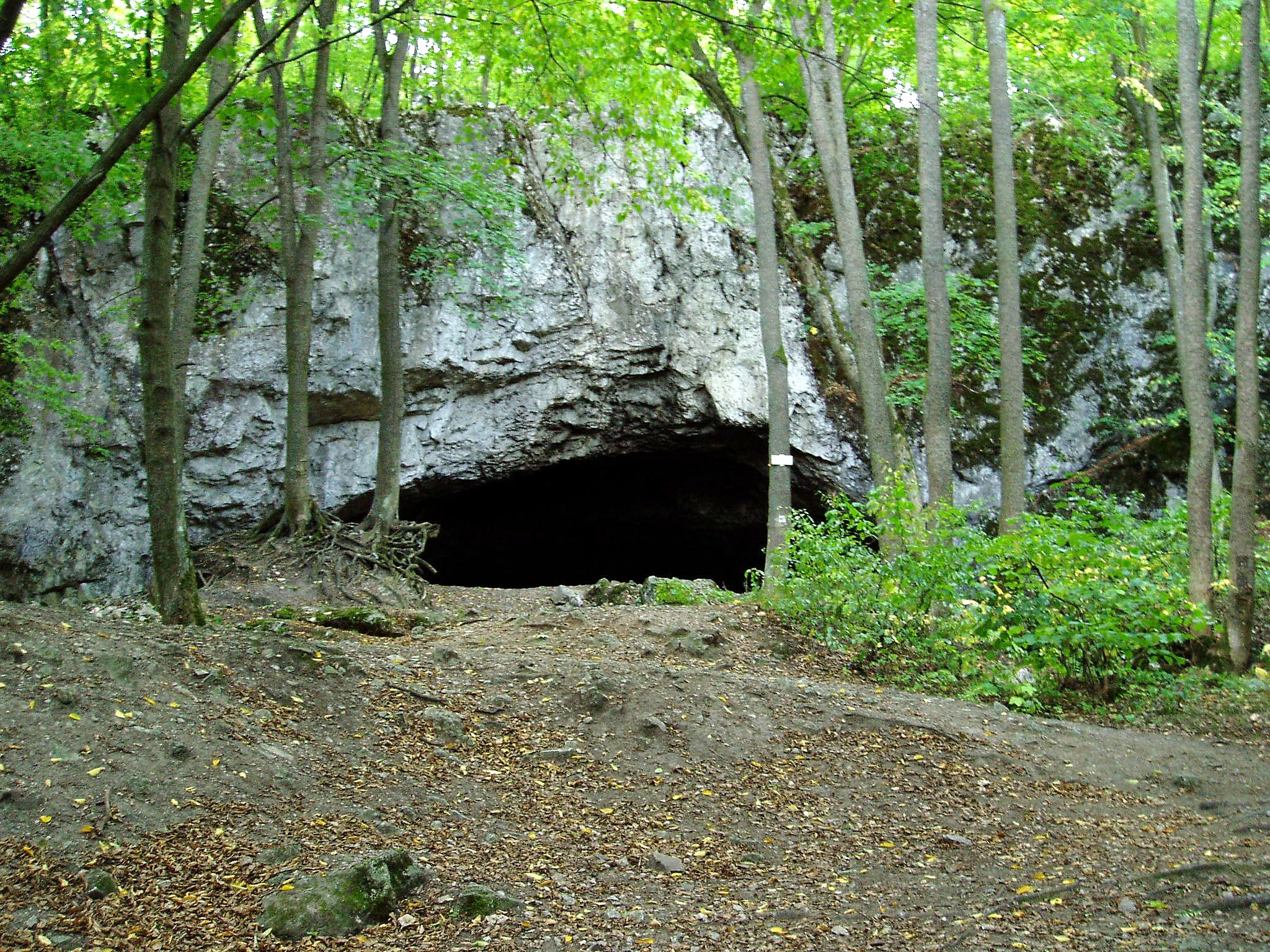
Portál jeskyně Pekárna poblíž vodního toku Říčky, ve které se tlupa dočasně usídlila

V druhém dílu věstonická tlupa hledá nové tábořiště a náčelnictví se ujme Houžňák. Chvíli se zdržují v prostoru dnešního Brna, kde je napadne nosorožec a zabije lovce Klucha. Po jeho pohřbu se tlupa vydá na další pouť a nachází útočiště v blíže neurčené jeskyni v blízkosti propasti Macocha, kde se Kopčem s Veverčákem dále zdokonalují v lovu menších zvířat. Medvěd napadne tlupu v jeskyni a hrozí zdecimování tlupy, které odvrátí výpad Mamutíka. Od útěku tlupa postrádá oheň, který se jim podaří vykřesat pomocí pazourku a ohnivého kamene (pyrit) nalezeného v hlíně jeskyně, zanechaného zde dávno v minulosti jejími předchozími obyvateli. Nalezený pazourkový valoun lovci rozštípou a použijí na výrobu nástrojů. Děti jsou v zimě při výpravě za dřívím napadeny hladovými vlky a zachráněny lovci. Malují poté na stěny jeskyně malby hlínou a směsí sazí své zážitky a vyrábějí hliněné figurky. V zimě je hlad a Mamutík, Vlčí dráp a Zajíc jsou na lovu přepadeni lvem jeskynním, který byl v té době nejsilnější a nejnebezpečnější šelma v tomto kraji. Při útěku zapadnou na terasu propasti Macocha, odkud nemohou ven, ale druhý den jsou nalezeni a zachráněni mladým lovcem Sovou, Kopčemem a Veverčákem, kteří jim poskytnou kamennou palici a větve na kolíky, po kterých lovci vylezou nahoru. U ohně pak lovci líčí své zážitky a zdokonalují se v umění používat řeč.
Třetí díl začíná na jaře, kdy tlupa vyrazí směrem k východu, kde tuší bohatá loviště, avšak nemohou najít ohnivý kámen, který ztratili, protože neumějí plánovat a žijí hlavně přítomností. Na cestě narazí na stádo sobů, avšak úlovek jim sebere silnější tlupa, se kterou na výzvu Mamutíka nebojují. Zároveň se ztratí Kopčem, který je později touto tlupou zajat. Vzpomíná, jak pro něj za hladové zimy jeho matka Niana ulovila rybu na návnadu vyříznutou z vlastního lýtka. Kopčem je vyměněn s dvěma soby za pazourky další tlupě, kterou však vyplaší mamuti utíkající před šavlozubým tygrem. Kopčem využije zmatku a uprchne. Neví však, kde hledat svou tlupu. Využívá svého loveckého umění k obživě a při běhu za divokými koňmi je zažene ke strži, pod kterou táboří jeho tlupa. Kopčem je poctěn za obstarání jídla pro hladovějící tlupu. Větší množství tlup v krajině rozplašilo zvěř, a tak se tlupa vydává na další pochod kolem řeky Bečvy, avšak předsunutá hlídka Sovy, Kopčema a Veverčáka narazí na stopy tlupy, která prve Kopčema zajala. Agresivní Rváč se snaží tlupu přesvědčit, aby tentokrát bojovala, ačkoliv Mamutík je proti. Větší agresivní tlupa však právě napadá menší tlupu, což se lovci dozví již za pochodu do boje a v čele s Mamutíkem se přidávají na stranu slabší tlupy. Zaženou společně agresivní tlupu na ústup a poté s menší, velmi oslabenou tlupou společně hodují a pohřbí své mrtvé – ve skrčené poloze. Lovci menší tlupy obdarují věstonickou tlupu. Věstoničtí lovci zbaví na popud Rváče náčelnictví Houžňáka pro jeho zbabělost v boji. Starý lovec Huňáč označí za nového náčelníka Mamutíka, což se však nelíbí Rváčovi. V souboji o náčelnictví však Mamutík vyhraje, ale nechá Rváče na živu, protože se podrobí (jinak by byl vyhnán z tlupy, aby zahynul). Lovci menší tlupy ocení schopnosti a vlastnosti Mamutíka a označí ho též za svého náčelníka. Obě tlupy se spojí a Mamutík dostane za ženu Ďargu – dceru mrtvého náčelníka slabší tlupy. Tlupa je silná a dlouho drží tábořiště na vrcholu kopce Hradiska, odkud má přehled o putujících stádech i ostatních tlupách. Rváč s více než pěti lovci uteče. Huňáč stopuje zmizelou Ďargu, kterou ztracenci omráčili při pokusu o její únos, ale Mamutík rozhodne dále Rváče nepronásledovat. Tlupa je obtěžována nemocemi z přemíry masa a odpadků tlejících přímo v táboře a je též nucena žít v neustálém střehu proti tlupám procházejícím skrz Moravskou bránu. Proto se tlupa rozhodne k dalšímu putování.
Ve čtvrtém dílu je tlupa již v Polabí a Huňáč s celou tlupou stopuje stádo sobů. Objevuje se mladý lovec Had z cizí tlupy, kterému se líbí dívka Lasička, kterou přepadne a chce ji odvést ke své tlupě. Na cestě je vyruší Mamutík s lovci a žlutě pomalovaného Hada zajmou. Tlupa je zabydlena u zlatonosného potoka, avšak nezná význam zlata. V táboře Lasička pomůže Hadovi v útěku a prchne s ním. Celá tlupa je pronásleduje a voda z deště prorazí dětmi postavenou hráz a uhasí oheň, protože ani hlídač ohně Sova jej nehlídal. Huňáč se Sovy zastane a Mamutík ho pustí spolu se Zajícem získat nový oheň. Huňáč vystopuje Hadův kmen a za pomoci Lasičky získá oheň, ta však odmítne se k tlupě vrátit. Skryti v plovoucím pařezu uniknou pronásledovatelům, a to tak šikovně, že Hadovi lovci věří, že na místě musela působit nějaká čarovná moc. Mezitím Veverčák stopuje pižmoně a vjede na jeho hřbetě do tábořiště, kde Mamutík s lovci pižmoně zabije. Když nastane večer, Mamutík s lovci zachrání Huňáče a Zajíce před útokem medvěda, tlupa má opět oheň. Do tlupy se vrací pohublý Rváč s druhy a díky dětem Cebíkovi a Broučkovi je opět do tlupy přijat. Tlupa zde putuje za zvěří do Posázaví.
V pátém díle je tlupa zabydlena na Bílé skále v Libni v pražské kotlině. Kopčem potká mamuta, uteče před ním na strom a spadne. Jen díky tomu, že se mamuti svolávají ke koupání v jezeru, se mu nic nestane. Náčelník Mamutík je churav, Kopčem oznamuje přítomnost mamutů. Tlupa vykope jámu na mamutí stezce, avšak náhlá bouře ji i s mamutem zaplaví a tlupa o úlovek přijde. Zároveň tlupa opět přijde o oheň, když selže jeho strážkyně Vlčice. Rváč usiluje o místo náčelníka, využije problému a bije Vlčici. Mamutík zasáhne. Huňáč se nabízí, že opět získá oheň od tlupy na protějším straně jezera v Divoké Šárce, avšak je již starý a Mamutík jde místo něj – navzdory své nemoci, ač ho může stát život. Kopčem ho přesvědčí, že půjde s ním. Pomocí lodice z vydlabaného vyhnilého kmene se přeplaví na druhý břeh jezera a oba šťastně seberou ohořelé větve. Málem přijdou o uhlíky, když Kopčem spadne do vody, ale nakonec se oba šťastně vrátí s ohněm. Mamutíkovy záchvaty zimnice neustávají, takže u ohně vypráví podrobnosti výpravy Kopčem. Rváč je opět neúspěšný v usilování o náčelnictví. Při lovu divokých koní je Rváč rozdupán a tlupa s úlevou i ztrátou přijímá jeho smrt. Tlupa vysílá čtyři muže na výměnný obchod s tlupou usídlenou u Dalejského potoka, aby získala pazourky. Dojde k výměně dvojic dívek na znamení přátelství. Tlupa neúspěšně chová losí mládě, děti si zamilují psí štěně. Tlupa vysílá zvědy kvůli tahu sobů a protože jsou úspěšní, rozhoduje se Mamutík, že tlupa zůstane na Bílé skále až do jara. Sobi začínají přeplouvat řeku Vltavu a cizí tlupa zastrašuje libeňské lovce. Úspěšný lov sobů následuje přepad silnější tlupou a Mamutík rozhoduje o ústupu. Prchají kolem medvědích doupat, vyruší jeskynní medvědy, kteří několik cizích lovců zabijí a zbytek tlupy se rozprchne. Libeňští se vrací ke své kořisti a když se členové cizí tlupy vrátí, Mamutík jim místo boje nabídne část kořisti a oheň. Cizí tlupa po několika dnech hodování zmizí. V zimě je velký hlad, je sněden i v tlupě oblíbený psík. Kopčem s Mamutíkem jde z posledních sil na zoufalý poslední lov. Ve sněhové vánici Mamutík bodne do nosorožce svůj oštěp s vavřínovým hrotem z pazourku a Kopčem je svědkem zřícení nosorožce a sobů ze srázu. Mrtvá zvířata zajistí tlupě přežití do jara. V závěrečné kapitole Kopčem nemaje pazourek vrtá do dřeva dírku dřevěnou tyčkou, což ho záhy díky použití luku vede k vynálezu nového způsobu rozdělání ohně.

## Film
Režisér Karel Janák připravoval filmové zpracování románu, které mělo mít původně premiéru v roce 2010. Ani na začátku roku 2017 však projekt stále dokončen nebyl.